# Slaget vid Lissa (1866)
Slaget vid Lissa var ett sjöslag som ägde rum 20 juli 1866 i Adriatiska havet nära ön Vis (italienska Lissa). Slaget var en klar österrikisk seger över en numerärt överlägsen italiensk styrka. Det var det första större sjöslag mellan pansarklädda örlogsfartyg och ett av de sista där ramning användes som taktik.

## Slaget
Slaget utgjorde en del av tredje italienska självständighetskriget i vilket Italien förenade sig med Preussen mot Österrike. Italiens främsta krigsmål var att erövra Venedig från Österrike. Flottorna bestod av en blandning av opansrade segelfartyg med ångmaskiner och pansarklädda fartyg, även dessa var utrustade med både segel och ångmaskiner för framdrivning.
Den italienska flottan bestod av 12 bepansrade fartyg och 17 obepansrade mot den österrikiska flottans 7 fartyg med pansarklädsel och 11 utan. Österrikarna var också kraftigt underlägsna i antal räfflade kanoner med 121 stycken mot italienarnas 276 och i fartygens sammanlagda deplacement.
Piemontesaren greve Carlo di Persano förde befälet över den italienska flottan. Den österrikiska flottans chef var konteramiral Wilhelm von Tegetthoff.